# رزا لوکزامبورگ (فیلم)
رزا لوکزامبورگ (آلمانی: Die Geduld der Rosa Luxemburg) فیلمی در ژانر درام و زندگینامه‌ای به کارگردانی مارگارته فون تروتا است که در سال ۱۹۸۶ منتشر شد. از بازیگران آن می‌توان به باربارا سکووا، دانیل اولبریخسکی، و اتو زاندر اشاره کرد.